# Enric Sòria Parra
Pour les articles homonymes, voir Enric Sòria.
Enric Vicent Sòria i Parra, né à Oliva (province de Valence) en 1958, est un ecrivain, poète et traducteur espagnol, considéré comme l'un des plus importants critiques littéraires et essayiste de la culture catalane.

## Biographie
Licencié en histoire de l'université de Valence, il a travaillé professionnellement comme correcteur, traducteur, enseignant de catalan et éditeur.
Il enseigne à la faculté de Communication Blanquerna de l'Université Ramon Llull de Barcelone.
En tant qu'écrivain, il est auteur des recueils de poésie Mirall de miratges (1981), Varia et memorabilia (1984, édition augmentée en 1988), lauréat du prix Valence de littérature en 1983, El joc i el foc (1989), Compàs d'espera (1993) et L'instant etern (1999), lauréat du prix Carles Riba et du prix de la critique de l'Institut interuniversitaire de philologie valencienne.
D'autre part, il a publié les recueils d'articles Incitacions (1997) et L'espill de Janus (2000). Il est l'auteur du journal Mentre parlem : fragments d'un diari iniciàtic (1990), œuvre qui a remporté le prix Joanot Martorell  en 1990, et en 2004, il a reçu le prix d'essai Carles Rahola pour La lentitud del mar (Dietari 1989-1996). Il a également publié l'essai Trenta anys de cultura literària a la Safor (1959-1990) (1990). Il a également collaboré avec plusieurs magazines, tels que El Temps, Daina, L'Ullal, Papers et Saó . Avec Heike van Lawick, il a traduit en catalan La Métamorphose de Franz Kafka (1989) et Confessions d'un mangeur d'opium anglais (1995) de Thomas de Quincey. Son œuvre a été traduite en plusieurs langues.
En octobre 2012, il reçoit le prix Alfons el Magnànim de poésie pour son ouvrage Arqueologies, avec une dotation de 15 000 euros.

## Œuvre littéraire
Enric Sòria a étudié l'histoire à l'université de Valence, mais ses inclinations et ses choix personnels l'oriente très tôt vers le journalisme et la littérature.
Dès 1981, Enric Sòria écrit dans son journal Mentre parlem: fragments d’un diari iniciàtic (1990) «Ciutat que s’endevina», qui rassemble plusieurs écrits de la fin des années 1970 et du début des années 1980, avec une structure de journal traditionnelle dans laquelle le jour apparaît en tête du fragment, avec l'idée du passé -« L'únic passat que compta, en canvi, és el que ens conforma » (« Le seul passé qui compte, en revanche, est celui qui nous façonne ») - et son souvenir très présente tout au long du livre. L'ouvrage est un passage en revue de tout ce qui l'a captivé dès le premier jour dans ses promenades dans la ville de Valence. Le vieux quartier, les palais, les histoires qu'ils cachent, la Renaissance. En 1989, il ajoute un post-scriptum, à partir de la lecture d'un livre de Llorenç Millo (ca), Carrers i racons de València, qui se termine par ces mots : « Aquesta és València!, la meua ciutat, quina llàstima! » (« C'est Valence !, ma ville, quel dommage ! ») ; et il poursuit en soutenant que le résultat de tant d’indifférence accumulée a été la mort d’une cité antique, :
« ·No s’ha entés, no s’ha pogut entendre que els palaus valencians, com qualsevol altre monument imaginable, no tenien cap valor, en el fons, per ells mateixos, o quasi cap. Era dins d’un context que en tenien molt. Valien els entorns, els carrers, els ambients, l’harmonia d’alguns àmbits, tots sencers. »
« ·On n’a pas compris, on n’a pas pu comprendre que les palais valenciens, comme tout autre monument imaginable, n’avaient aucune valeur, fondamentalement, par eux-mêmes, ou presque aucune. C'était dans un contexte qu'ils en avaient beaucoup. Les alentours, les rues, les ambiances, l'harmonie de certains endroits, tout entiers, étaient précieux. »
Sur la base d'une ville qu'il apprend peu à peu à aimer, il plonge dans tout ce qui constitue l'identité de la ville de Valence, tout en cherchant simultanément la sienne. À la Cathédrale, par exemple, un lieu où règne « Una tranquil·litat atemporal » (« une tranquillité intemporelle ») mais qui concentre beaucoup d’informations, :
« Passejar per la Seu pot ser una classe concentrada d'història de l'art o, si molt convé, de les mentalitats, que ara s'estila »
« Se promener dans la cathédrale peut être un cours concentré d'histoire de l'art ou, si c'est plus approprié, des mentalités, ce qui est à la mode actuellement »
Dans la capitale valencienne, il adopte la posture du flâneur dénicheur de trésors, :
« Durant una temporada vaig perseguir retaules per València. En té de bons, però comptats. Els que es podien veure ja els he vistos, i també alguns dels que no es podien veure, gràcies a la comprensió d'algun capellà no del tot barallat amb la cultura, que encara en queden, inclús ací. Després vaig buscar esglésies, després places italianes i atzucacs morescos, i aquesta va ser una gran època del meu comerç amb València, ja ho crec que sí. En acabant vaig buscar-hi Roma mentre rendia visita a les millors preses de les recerques anteriors. »
« Pendant un certain temps, j'ai poursuivi les retables de Valence. Il y en a de bons, mais peu. J'ai déjà vu ceux qui pouvaient être vus, et aussi certains de ceux qui ne pouvaient pas être vus, grâce à la compréhension d'un prêtre qui n'était pas complètement en désaccord avec la culture, qu'il en reste encore, même ici. Ensuite, j'ai cherché des églises, puis des places italiennes et des ruelles mauresques, et ce fut une belle époque pour mon commerce avec Valence, je crois. j'ai fini par chercher Rome en visitant les meilleurs endroits des recherches antéreures. »
Tout au long de la promenade, Sòria reflète au lecteur le fossé entre la Valence médiévale et la Valence bourgeoise du XIXe siècle. On passe ainsi d'une Valence louangée à une Valence sans plus d'unité spatiale, :
« La burgesia local, astuta botiguera, ha preferit atribuir la desaparició de tanta bellesa cortesana a l'absentisme aristocràtic, de la mateixa manera que li atribuí la responsabilitat d'una deserció lingüística que només ella acomplí en profunditat. »
« La bourgeoisie locale, astucieuse boutiquière, a préféré attribuer la disparition de tant de beautés courtoises à l'absentéisme aristocratique, de la même manière qu'elle a attribué la responsabilité d'une désertion linguistique qu'elle seule a réalisée en profondeur. »
Sòria séquence la promenade pour montrer ce territoire fragmenté dans lequel se succèdent les vestiges de la Valence romaine, les palais, établissant un itinéraire de la Valence éteinte. L’espace urbain est celui d’une ville relationnelle, une mosaïque de fragments, la relation entre sujet et espace, entre ce que nous lisons et ce que voit le narrateur.
L'histoire a envahi le lieu de la ville, le transformant en un palimpseste, résultat d'un imaginaire dans lequel les espaces emblématiques sont déterminés par ce qui existait auparavant à leur place ou par la fonction qu'ils avaient. La littérature est souvent considérée comme l’une des principales sources de cette mémoire, un discours capable d’actualiser ce bagage d’images urbaines passées dans le présent. L'identité de la ville est le résultat des relations synchroniques et diachroniques qui s'y génèrent, mais ce sont ces dernières, les historiques, qui incluent les éléments de tradition et de mémoire, qui déterminent la forme sociale de la ville en préservant sa continuité ou en stimulant ses sorties. Pour cette raison, la possibilité de lire la ville, c’est-à-dire de lui octroyer un sens, dépend de l’existence de continuités textuelles, c’est-à-dire d’une organisation changeante des vestiges qu’une culture littéraire condensant de grandes quantités d’expérience a laissés dans la mémoire, :
« I, amb tot, sé molt bé com és de necessari que algú descriga tot açò, aquesta gent, els llibres, les músiques, els films i les converses. La València enorme i voluntariosament provinciana, reclosa, punyalera, però viva, que he conegut i estime, i que caldria que alguna memòria salvara del no-res. Contra una tradició que ha convertit la ciutat en un lloc sense passat ni futur, capital solament de l'oblit. »
« Et pourtant, je sais très bien combien il est nécessaire que quelqu’un décrive tout cela, ces gens, les livres, la musique, les films et les conversations. L'énorme et volontairement provinciale Valence, fermée, poignardante, mais vivante, que j'ai connue et aimée, et qu'il faudrait qu'une mémoire sauve du néant. Contre une tradition qui a transformé la ville en un lieu sans passé ni futur, une capitale uniquement de l’oubli. »
En 1993, il publie Compas d'espera.

### Œuvres d'Enric Sòria
- (ca) Enric Sòria, Mentre parlem. Fragments d'un diari iniciàtic, Barcelone, Edicions 62, 1991
- (ca) Enric Sòria, Compàs d'espera, Valence, Edicions de la Guerra, 1993
- (ca) Enric Sòria, La lentitud del mar, Barcelone, Editorial Proa, 2005